# Suvi Dol
Suvi Dol (cyr. Суви Дол) – wieś w Serbii, w okręgu pczyńskim, w mieście Vranje. W 2011 roku liczyła 645 mieszkańców.